# Heinrich Hauber

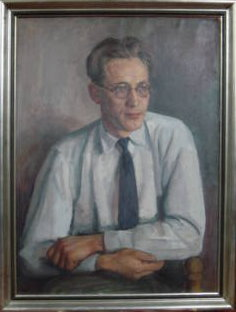
Heinrich Hauber (Porträt)

Heinrich Hauber (* 1904 in Langenargen am Bodensee; † 1983 in Horn) war ein  deutscher Maler.

## Leben
Heinrich Hauber wurde 1904 als neuntes von 13 Kindern geboren. Sein Vater war Käsermeister mit einem eigenen Käsereibetrieb im Allgäu. Schon früh zeigte Heinrich in jungen Jahren musische Interessen. Die Musik liebte er, hätte sie gerne ebenfalls beruflich ausgeübt, aber vor allem faszinierte ihn das Malen. In jeder freien Minute zeichnete er oder beschäftigte sich gedanklich mit der Malerei. In dieser Zeit entschied sich Hauber als Künstler ausbilden zu lassen. Damit der ihm vom Vater vorgegebene zu erlernende, bürgerliche und praktische Beruf aber dennoch eine Idee von seinen Vorstellungen enthielt, überzeugte er seinen Vater zu einer Ausbildung als Flach- und Dekorationsmaler. Nach dieser Ausbildung ging er nach Berlin und besuchte dort zwei Jahre lang die damals sehr bekannte Kunstschule Reimann.
Anfang der 1920er Jahre zog Heinrich Hauber mit seinen Eltern an den Bodensee nach Hemmenhofen. Der Kunstmaler Haberkorn aus Frankfurt hatte dort sein Domizil aufgeschlagen und wurde auf den jungen Mann aufmerksam. Er erteilte ihm ein Jahr Unterricht in Kunstmalerei. Eine kleine Erfüllung in seiner Liebe zur Musik fand Heinrich Hauber später als aktives Mitglied der Höri-Musik, zusammen mit Ludwig Finckh.

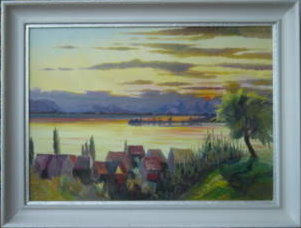
Radolfzeller See, von Heinrich Hauber

Nach einer weiteren Ausbildung an der privaten Kunstschule Reimann von 1926 bis 1928 in Berlin machte sich Hauber 1930 in Horn am Untersee sesshaft, gründete eine Familie und übte den freischaffenden Beruf als Kunstmaler aus. Das nebenstehende Porträt, gemalt 1934 von Walter Waentig entstand in dieser Zeit. Seine überwiegend landschaftlichen Motive sowie Blumen-Stillleben verkaufte er hauptsächlich in die Schweiz. Von 1940 bis 1945 musste Heinrich Hauber trotz seiner sechs Kinder als Soldat am Zweiten Weltkrieg teilnehmen. Er tat dies mit einem großen inneren Widerwillen und überlebte nur, da er durch eine Verwundung bei einem Lazarett-Aufenthalt großes Glück hatte. Ein Arzt verlängerte seinen Aufenthalt für einige Monate länger als erforderlich, ließ ihn für sich Bilder malen und bewahrte ihn so vor einem zweiten Fronteinsatz in Russland.
Nach dem Krieg war Heinrich Hauber wieder freischaffender Kunstmaler. Obwohl er trotz relativ guter Verkaufserfolge seiner Bilder immer wieder gezwungen war, sein Einkommen mit anderen Tätigkeiten zu sichern, malte er sehr fleißig vor allem den von ihn so sehr geliebten Bodensee. Er hielt den Bodensee und seine Landschaft in allen Stimmungen und zu allen Jahreszeiten in Öl- und Aquarellbildern fest. Er rang mit sich und seinem Stil, die Ausdrucksweise stets zu verbessern, um nicht nur darstellend zu malen, sondern seinen Bildern möglichst viel Leben, Seele und Empfindungen sichtbar zu geben, die ihm die Natur selbst vermittelte. Als Motive bevorzugte er auch die nahen Berge in Österreich und der Schweiz. Kurze Studienreisen unternahm Heinrich Hauber nach Frankreich, Italien und Holland.

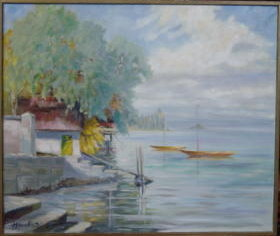
Bodensee, Heinrich Hauber 1969

Malen war für Heinrich Hauber ein Bedürfnis, aber von der Kunst allein zu leben nicht immer möglich. Immer wieder war er gezwungen, andere seiner Begabungen zu mobilisieren, zusätzliches Geld zu verdienen, um seiner Familie das materielle Dasein zu ermöglichen. An Ausstellungen im süddeutschen Raum beteiligte er sich des Öfteren. Eine Einzelausstellung kam aus Kostengründen jedoch nie zustande.
Da das Leben für ihn ein Kampf war und er als realistischer Mensch mit offenen Augen das Böse und Schlechte auf der Welt sah, war es für ihn ein großes Bedürfnis, nicht den Kampf, das Hässliche, das Abnorme oder gar den Tod und Zerstörung auf seinen Bildern darzustellen (wie als Soldat im Zweiten Weltkrieg erlebt), sondern als Ausgleich das Erbauende, Friedliche, die Natur in ihrer Stärke und Schönheit darzustellen. Nach dem Krieg sah sich Heinrich Hauber durch die Entwicklung in der Kunst zur abstrakten Malerei damit konfrontiert, dass seine gegenständliche, realistisch anmutende Malerei offiziell nicht mehr gefragt war. Gefördert und gekauft wurde vielmehr die moderne, abstrakte Malerei, mit den verschiedensten Ismen, was seiner Meinung nach mehr und mehr nichts mehr mit Kunst und vor allem Malerei zu tun hatte. Dieser Umstand bedrückte ihn, ließ ihn zunehmend resignieren, lähmte ihn zeitweilig sogar in seinem Schaffen und bewirkte im Laufe der Jahre, dass er sich ganz zurückzog und nicht mehr auf Ausstellungen präsent war. Die Entwicklung der abstrakten Malerei suchte er nicht künstlerisch, sondern durchlebte sie in langen Diskussionen mit seinem damaligen Freund Max Ackermann. Die Auseinandersetzung seiner Porträtmalerei fand Heinrich Hauber u. a. durch die Freundschaft mit dem Fotografen Hugo Erfurth.
Trotzdem arbeitete er an seinem individuellen Stil im Atelier im Haus Elisabeth (Horn) und in der freien Natur unbeirrt weiter, solange es seine Gesundheit zuließ. Er tat dies stets mit dem großen Bedürfnis, die Schönheit der Natur darzustellen.
Heinrich Hauber starb im Herbst 1983 in Horn.
Werke von Heinrich Hauber befinden sich heute im Hermann-Hesse-Höri-Museum.
| Personendaten    | Personendaten           |
| ---------------- | ----------------------- |
| NAME             | Hauber, Heinrich        |
| KURZBESCHREIBUNG | deutscher Maler         |
| GEBURTSDATUM     | 1904                    |
| GEBURTSORT       | Langenargen am Bodensee |
| STERBEDATUM      | 1983                    |
| STERBEORT        | Horn                    |